# アピカ (商業施設)
ショッピングプラザ アピカ（Shopping Plaza APICA）は、徳島県阿南市西路見町にある総合ショッピングセンター。通称・略称はアピカ (APICA)。
かつての正式名称はアピカ阿南ショッピングセンター（APICA Anan Shopping Center）である。

## 施設概要

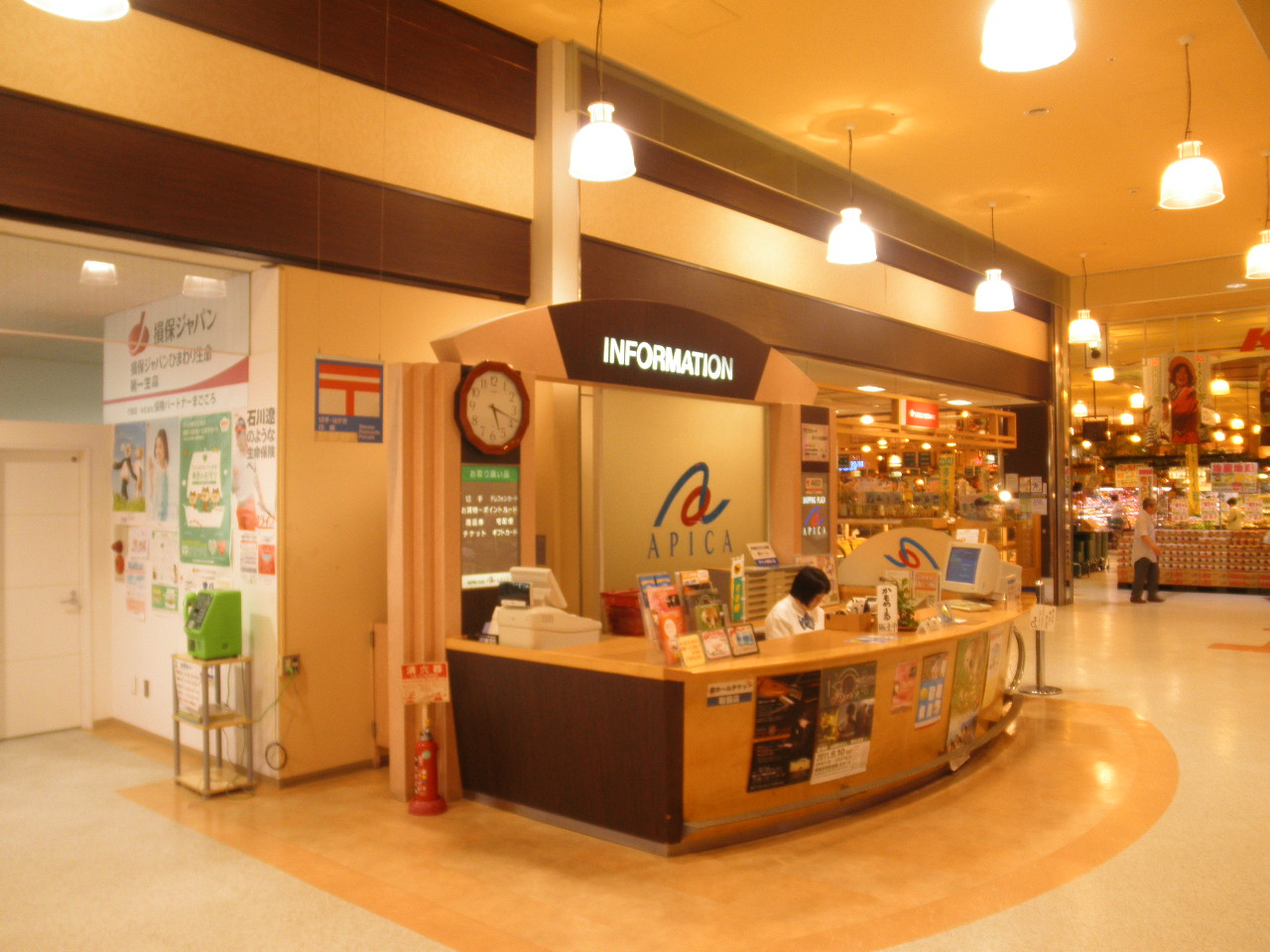
インフォメーション

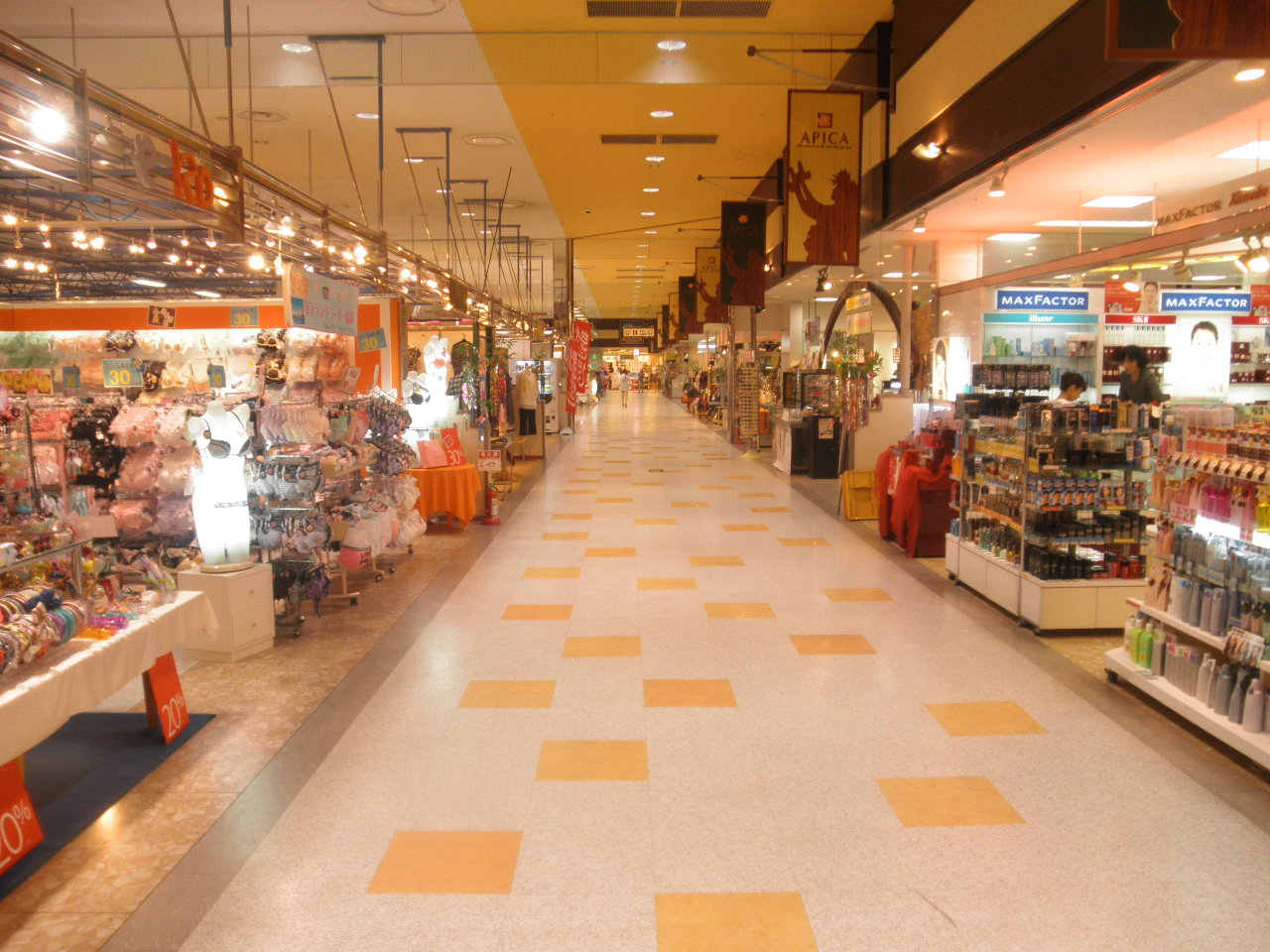
店内の様子 (1F)

- 所在地:徳島県阿南市西路見町堤外65-1
- 建物構造：鉄骨造3階建
- 敷地面積：33,139m2
- 建築延面積：25,801m2
- 売場面積：9,217m2
- 店舗数:43店舗
- 駐車場:1,000台

## 館内店舗

### 現在の館内店舗
- キョーエイ (食品・衣料)
- 阿波銀行・徳島大正銀行・四国銀行（金融機関ATM）
- かめらや サン（EDP）
- ドラッグ・ミカワ（薬）
- ミズタ（ギフトショップ）
- リトルマーメイド（パン）
- インフォメーション（案内所）
- モバイルパーク アピカ（携帯電話）
- チャンスセンター（宝くじ）
- 花こびと（生花）
- 肉のまなぶくん（精肉）
- MARUKAI（鮮魚・寿司）
- ぽてとはうす（惣菜）
- なかむら屋（アイスクリーム・クレープ）
- APICA KODOTE（青果・果物）
- サンテカフェ（ハンバーガー）（旧サンテオレ）
- フードコート（休憩場所）
- モンパリー（化粧品）
- LaLaLu（メガネ・時計）
- Be-naniwaya（バッグ）
- シューズステーションPasso（靴）
- 花もめん（手芸）
- e-NO（婦人服）
- e-RO（下着・靴下）
- レディースショップ フジイ（婦人服）
- Yoshizumi（婦人服）
- ベビー&チャイルド ダイワ（子供服）
- ジュエリー ユムラ（宝石）
- タツミヤ（婦人服）
- 附家書店（書籍・文具）
- レインボー（ファンシー雑貨）
- ザ・ダイソー（100円均一）
- サニーハウス&キッズサニー（婦人服・子供服）
- トヨタカローラ徳島（車展示コーナー）
- ハニーズ（ヤングレディース）
- ユニクロ（ベーシックカジュアル）
- ヴォーグ美容室（美容室）
- 徳島新聞カルチャーセンター（文化教室）
- ファンタジーランド（ゲームセンター）
- MTC 県南メディアネットワーク（ケーブルテレビ契約コーナー）
- ホワイト急便 はるか（クリーニング）
- ジオスこども英会話（子供向け英会話）
- アゲイン（500円フィットネスコーナー）
- ニトリ
- あすみ介護

### かつての出店事業者
- 平惣（書籍・文具）
- おもちゃのまつしま（玩具）※本店（同市宝田町）は2006年秋頃廃業。
- e's（イズ）（婦人服）
- タブチ写真館
- シーグラー
- PAC PAC（ぱくぱく）（お好み焼き・たこ焼き）